# Блато (општина)
Блато је насељено место и седиште општине на острву Корчули, Дубровачко-неретванска жупанија, Република Хрватска.

## Историја
До територијалне реорганизације у Хрватској налазило се у саставу старе општине Корчула.

## Становништво
На попису становништва 2011. године, општина Блато је имала 3.593 становника, од чега у самом Блату 3.570.

### Општина Блато
| Број становника по пописима | Број становника по пописима | Број становника по пописима | Број становника по пописима | Број становника по пописима | Број становника по пописима | Број становника по пописима | Број становника по пописима | Број становника по пописима | Број становника по пописима | Број становника по пописима | Број становника по пописима | Број становника по пописима | Број становника по пописима | Број становника по пописима | Број становника по пописима |
| --------------------------- | --------------------------- | --------------------------- | --------------------------- | --------------------------- | --------------------------- | --------------------------- | --------------------------- | --------------------------- | --------------------------- | --------------------------- | --------------------------- | --------------------------- | --------------------------- | --------------------------- | --------------------------- |
| 1857                        | 1869                        | 1880                        | 1890                        | 1900                        | 1910                        | 1921                        | 1931                        | 1948                        | 1953                        | 1961                        | 1971                        | 1981                        | 1991                        | 2001                        | 2011                        |
| 3.450                       | 4.928                       | 4.091                       | 5.047                       | 5.887                       | 7.208                       | 8.270                       | 8.301                       | 5.732                       | 5.787                       | 5.216                       | 5.937                       | 3.874                       | 4.107                       | 3.680                       | 3.593                       |

Напомена: Настала из старе општине Корчула. У 1869. садржи део података општине Вела Лука, а 1857. део података садржан је у општини Вела Лука.

### Блато (насељено место)
| Број становника по пописима | Број становника по пописима | Број становника по пописима | Број становника по пописима | Број становника по пописима | Број становника по пописима | Број становника по пописима | Број становника по пописима | Број становника по пописима | Број становника по пописима | Број становника по пописима | Број становника по пописима | Број становника по пописима | Број становника по пописима | Број становника по пописима | Број становника по пописима |
| --------------------------- | --------------------------- | --------------------------- | --------------------------- | --------------------------- | --------------------------- | --------------------------- | --------------------------- | --------------------------- | --------------------------- | --------------------------- | --------------------------- | --------------------------- | --------------------------- | --------------------------- | --------------------------- |
| 1857                        | 1869                        | 1880                        | 1890                        | 1900                        | 1910                        | 1921                        | 1931                        | 1948                        | 1953                        | 1961                        | 1971                        | 1981                        | 1991                        | 2001                        | 2011                        |
| 3.450                       | 4.928                       | 4.035                       | 4.981                       | 5.781                       | 7.107                       | 8.050                       | 8.073                       | 5.604                       | 5.676                       | 5.148                       | 5.912                       | 3.861                       | 4.093                       | 3.659                       | 3.570                       |

Напомена: У 1869. садржи податке за насеља Потирна и Вела Лука (општина Вела Лука). Од 1857. до 1971. садржи податке за бивша насеља Бабина и Приградица која су 1910. и 1948. исказивана као насеље.

### Попис 1991.
На попису становништва 1991. године, насељено место Блато је имало 4.093 становника, следећег националног састава:
| Попис 1991.‍   | Попис 1991.‍  | Попис 1991.‍ | Попис 1991.‍ | Попис 1991.‍ |
| ------------- | ------------ | ----------- | ----------- | ----------- |
|               |              |             |             |             |
| Хрвати        | Хрвати       |             | 3.931       | 96,04%      |
| Југословени   | Југословени  |             | 28          | 0,68%       |
| Муслимани     | Муслимани    |             | 16          | 0,39%       |
| Срби          | Срби         |             | 16          | 0,39%       |
| Црногорци     | Црногорци    |             | 9           | 0,21%       |
| Турци         | Турци        |             | 6           | 0,14%       |
| Албанци       | Албанци      |             | 4           | 0,09%       |
| Словенци      | Словенци     |             | 4           | 0,09%       |
| Македонци     | Македонци    |             | 3           | 0,07%       |
| Италијани     | Италијани    |             | 1           | 0,02%       |
| Мађари        | Мађари       |             | 1           | 0,02%       |
| Украјинци     | Украјинци    |             | 1           | 0,02%       |
| остали        | остали       |             | 12          | 0,29%       |
| неопредељени  | неопредељени |             | 29          | 0,70%       |
| регион. опр.  | регион. опр. |             | 5           | 0,12%       |
| непознато     | непознато    |             | 27          | 0,65%       |
| укупно: 4.093 |              |             |             |             |